# Coleophorides bahrlutella
Coleophorides bahrlutella är en fjärilsart som beskrevs av Hans Georg Amsel 1935. Coleophorides bahrlutella ingår som enda art i släktet Coleophorides och familjen fältmalar, Scythrididae. Inga underarter finns listade i Catalogue of Life.